# Missioners de la Preciosíssima Sang
Els Missioners de la Preciosíssima Sang (en llatí Congregatio Missionariorum Pretiosissimi Sanguinis) són una societat clerical de vida apostòlica de dret pontifici. Els seus membres, anomenats també bufalins, posposen al seu nom les sigles C.PP.S. Els Missioners de la Preciosíssima Sang es dediquen a la propagació del culte a la Sang de Crist, a la predicació de missions i retirs, a l'evangelització, el ministeri parroquial i la instrucció dels joves. Són presents en països d'arreu del món: Àustria, Croàcia, Alemanya, Itàlia, Liechtenstein, Polònia, Portugal, Espanya, Brasil, Canadà, Xile, Colòmbia, Guatemala, Mèxic, Perú, Estats Units, Guinea-Bissau, Tanzània, l'Índia i el Vietnam. El superior, anomenat moderador general, viu a Roma. En acabar 2005 la congregació tenia 155 cases i 673 membres, 456 dels quals sacerdots.

## Història
Gaspare del Bufalo (1786-1837), sacerdot romà, fou un dels promotors de l'arxiconfraria de la Preciosíssima Sang que havia fundat Francesco Albertini (1770-1819) en 1808, a l'església de San Nicola in Carcere de Roma, amb l'objectiu de promoure la devoció a la sang de Crist. En acabar l'ocupació napoleònica i tornar a Roma (havia estat pres a Còrsega), Albertini pensà a fundar una companyia de sacerdots missioners per predicar al poble i aconseguir la reforma religiosa i moral de l'Església. Per voluntat del papa Pius VII, la congregació fou fundada a l'abadia de San Felice di Giano dell'Umbria el 15 d'agost de 1815, i se n'ocupà Gaspare del Bufalo, que participava de la mateixa idea.
Els missioners començaren una intensa obra d'apostolat, especialment a zones rurals dels Estats Pontificis, entre gent pobre i marginada, com els bandolers de la zona, i tingué una ràpida expansió. La regla de la congregació, composta de 71 articles, fou aprovada per Gregori XVI el 17 de desembre de 1841. El mateix 1841, obriren les primeres cases a països de llengua alemanya i en 1844 a Amèrica, a Ohio.